# Dietrich Petzold
Dietrich Petzold (* 8. Januar 1954 in Bad Berka) ist ein deutscher Geiger, Komponist und Hörbuchregisseur.

## Leben
Dietrich Petzold, Sohn des Kirchenmusikers und Komponisten Johannes Petzold, absolvierte in Eisenach und Weimar von 1959 bis 1970 eine klassische Violinausbildung. Seit 1974 ist er freiberuflich als Geiger und Bratscher solistisch tätig in verschiedenen Besetzungen. Konzerte, LP- und CD-Produktionen, Film und TV (u. a. mit: Klaus-Lenz-Big-Band, Uschi Brüning & Co., Stefan Diestelmann Folk Blues Band, Toto Blanke, Manialdi-Quartett, Zülfü Livaneli, Maria Farantouri, Mikis Theodorakis, Chris Jarrett, Zotos Kompania, Michael Griener, Hermann Keller, Wu Wei, Johannes Bauer, Max E. Keller, Butch Morris, Ernesto Rodrigues, Guilherme Rodrigues, Matthias Bauer, Hui Chun Lin und Klaus Kürvers)
Seit 1980 komponiert Petzold für Theater, Hörspiel und Film (u. a. für DEFA, Deutsches Theater Berlin, Landestheater Schwerin, Landestheater Greifswald/Stralsund, Kleist-Theater Frankfurt, Hackesches Hoftheater, neues theater Halle, Junges Theater Zürich, Hochschule für Film und Fernsehen „Konrad Wolf“, Teatret Vart, Molde/Norwegen, Staatstheater Cottbus).
Am Staatstheater Cottbus ist Petzold seit vielen Jahren als Gastmusiker und -komponist bei der Schauspielsparte tätig.
Im eigenen Tonstudio tonus arcus entstanden und entstehen zahlreiche Produktionen für Rundfunk und Verlage (u. a. für DS Kultur, SWF, MDR, ORB, SFB, NDR, DR, ORF, Hörbuch-Verlag, RBB), sowie Hörbücher, Jazz- und Kammermusikproduktionen (u. a. für Deutschlandfunk, DeutschlandRadio Kultur, RAI III, Radioropa, ZDF, Radio Toscana Classica, NEOS).
Live-Mitschnitte von Festivals klassischer und zeitgenössischer Kammermusik sind ein wesentlicher Bestandteil der Arbeit von tonus arcus (so z. B. IMG: Tuscan Sun Festival 2006–2011, Randspiele, Intersonanzen, Pyramidale, Kontrapunkte, Ulrichsberger Kaleidophon)
Als Autor und Sprecher arbeitet Petzold unter anderem für Deutschlandfunk (z. B. Atelier neuer Musik).
Dietrich Petzold lebt in Berlin und in Panketal / Zepernick. Er ist Mitglied des VDT (Verband Deutscher Tonmeister), Vorsitzender der Kulturinitiative Förderband e. V. und hat eine Tochter.

## Werke

### Bühnenmusiken (Auswahl)
- Tewje – der Milchiker (Scholem Alejchem / Burkhart Seidemann / Theaterbureau Schmid, NL / Hackesches Hoftheater Berlin)
- Roberto Zucco (Bernard-Marie Koltès / Alexander Stillmark / Mecklenburgisches Staatstheater Schwerin)
- Woyzeck (Büchner / Manuel Schöbel / carrousel-Theater Berlin)
- Nelly Sachs (Burkhart Seidemann / Hackesches Hoftheater Berlin)
- Ein Jud aus Hechingen (Burkhart Seidemann / Hackesches Hoftheater Berlin)
- Andorra (Max Frisch / Manuel Diaz / carrousel–Theater Berlin, Theaterakademie Zürich)
- Gulliver (Manuel Schöbel / carrousel-Theater Berlin)
- Rudimentär (August Stramm / Peter Brasch / Brandenburger Theater)
- Fluchtversuche (Antje Budde / Akademie d. Künste) (Kompos. gemeinsam mit Wu Wei)
- Nathan den vise (Lessing / Manuel Schöbel / Teatret Vart Molde / Norwegen)
- Was ihr wollt (Shakespeare / Amadeus Gollner / Staatstheater Cottbus)
- Woyzeck (Büchner / Mario Holetzek / Staatstheater Cottbus) (Kompos. gemeinsam mit Frank Petzold)
- König Lear (Shakespeare / Mario Holetzek / Staatstheater Cottbus) (Kompos. gemeinsam mit Hans Petith und Tobias Dutschke)
- BACH - Musik für die Augen, mimisch-gestisches Theater um Johann Sebastian Bach (Musikalische Leitung)
- Nathan der Weise (Lessing / M.Schöbel / carrousel - Theater Berlin)
- Onkel Wanja (Tschechov / Anette Klare / Bühnen d. Stadt Gera)
- Romeo und Julia (Shakespeare / Annett Wöhlert / Theater Vorpommern Greifswald / Stralsund)
- Nelly Sachs (Burkhart Seidemann / Hackesches Hoftheater Berlin)
- Ein Jud aus Hechingen (Walter Jens / Burkhart Seidemann / Hackesches Hoftheater Berlin)
- Gulliver (Swift / Manuel Schöbel / carrousel - Theater Berlin)
- Frankenstein (Brühl / Heikki Ikkola / Theater Junge Generation Dresden)
- Hamlet (Shakespeare / Mario Holetzeck / Staatstheater Cottbus) (Kompos. gemeinsam mit Hans Petith)

### Filmmusiken
- Alltag der Träume – Filmessay über die phantastischen Welten des E.T.A.Hoffmann (R.: Konrad Herrmann / DEFA)
- Rumpelstilzchen (R.: P. Waschinski, DEFA)
- Hahn Weltherr (R.: P. Waschinski, DEFA)
- Platz im Schatten, Kurzfilm (R.: Sophie Narr / HFF)
- Markthalle XI Marheinekeplatz (Dokfilm / Sensso Film Produktion)

### Hörspielmusiken (Auswahl)
- 1986: Volksmärchen: Petrea und die Blütenkaiserin und andere Volksmärchen aus aller Welt (nur Violine, Baßblockflöte) – Regie/Bearbeitung: Dieter Scharfenberg (Kinderhörspiel – Litera)
- 1999: Joseph Roth: Hiob – Regie: Robert Matejka (MDR)
- 2000: Jürgen Becker: Erker mit schöner Aussicht – Regie: Barbara Plensat (DLF)
- 2002: Eugen Ruge: Böhme stirbt in Neustrelitz – Regie: Gabriele Bigott (SFB/ORB)
- 2006: Tom Peukert: Der fünf Minuten Klassiker (10 Teile) – Regie: Beate Rosch (RBB)
- Arbeits-Los: arbeitslos (RBB / C. J. Nossol / Gabriele Bigott)
- Maulwurf sucht Seeadler (RBB / Eugen Ruge / Barbara Plensat)
- Hotel Bedford (RBB / Barbara Plensat)
- Zwischen Shakespeare und Stalin (RBB / Gerda Zschiedrich)
- Hotel Savoy (Joseph Roth / MDR / ORF / Robert Mateyka)
- Die berühmtesten Dramen... (RBB / Beate Rosch)
- Hellas Channel (WDR / Christoph Dietrich)
- Rapunzel (ORB / Peter Brasch)
- Das Antilopen-Projekt (RBB / Beate Rosch)
- Meine schöne Stunde Null (Deutschlandradio / Barbara Plensat)
- PSALM - aus der tieffen (MDR / Ruth Johanna Benrath / Stefan Kanis)

Rundfunksendungen (als Autor und Sprecher, Auswahl)
- DLF_Atelier neuer Musik_ 22.02.2020_Improvisation jenseits des Jazz: Die Echtzeitmusik-Szene Berlin
- DLF_Atelier neuer Musik_ 24.10.2020_Ganz nah am Aufwuchs des Klanges: Das 20. Intersonanzen-Festival Potsdam
- DLF Hörspielmagazin_Gastkritik Juni 2021
- DLF_Atelier neuer Musik_17.07.2021_Von der Verstetigung des Unsteten: Das Ulrichsberger Kaleidophon-Festival
- DLF Atelier neuer Musik_211106_Spuren des Wandlungsdrucks: Das 20. Pyramidale-Festival

### Hörbuch- und Tonregie
- E.A.Poe: The Raven (Interaktives Hörbuch / 120mmbooks)
- L. Carroll: Alice’s Adventures in Wonderland (interaktives Hörbuch / 120mmbooks)
- Friedrich Gerhard Klimmek: Ein Fisch namens Aalbert (Radioropa)
- Berlin für Blinde (Audioguide von Förderband e. V., ABSV, Aktion Mensch)
- Chris Jarrett: Scenes & Preludes
- Zotos Kompania: Deviation
- Zotos Kompania: Letharghia
- Chris Jarrett: Short Stories for piano
- J.S.Bach: Goldbergvariationen / Tomas Bächli
- J. Berendt: Die Stadt der fallenden Engel (Radioropa)
- M. Halpern: Liebe und Abhängigkeit (iskopress Verlag)
- S. Rückert: Unrecht im Namen des Volkes (Radioropa)
- Monaldi & Sorti: Imprimatur (Radioropa)
- C. Kopper: Hjalmar Schacht (Radioropa)

## Lehrtätigkeiten
- Staatliche Schauspielschule Ernst Busch, Berlin
- Regieinstitut BAT, Berlin
- Berliner Schule für Schauspiel